# 6 janvier en sport
6 décembre 6 février
Chronologies thématiques
- Croisades
- Ferroviaires
- Disney

Le 6 janvier (6e jour de l'année) en sport.

## Événements

### XVIIesiècle
- 1681
  - (Boxe) : première trace d’un match de boxe anglaise outre-Manche. Le duc d'Albemarle tient lieu d’organisateur d’un combat opposant son boucher à son footman ; le boucher s’impose.

### XXesièclede1901à1950
- 1911 :
  - (ski) : Lord Roberts of Kandahar organise la première compétition de descente en ski.

### XXIesiècle
- 2002
  - (Saut à ski) : vainqueur des concours de Oberstdorf, Garmisch-Partenkirchen, Innsbruck et Bischofshofen, l'allemand Sven Hannawald remporte la 50e édition de la tournée des quatre tremplins et reste, à ce jour[Quand ?], le seul à avoir réalisé le grand chelem.
- 2012
  - (Nautisme) : Loïck Peyron et son équipage battent le record du Trophée Jules-Verne en 45 jours 13 heures 42 min et 53 secondes. (19,8955 nœuds de moyenne).
- 2015 :
  - (Saut à ski) : l'Autrichien Stefan Kraft remporte la Tournée des quatre tremplins.
  - (Rallye-raid / Décès) : un motard polonais, Michal Hernik est retrouvé mort sur le parcours de la 3e étape entre San Juan et Chilecito. Michal Hernik participait à son premier Dakar sur une KTM.
- 2016 :
  - (Saut à ski) : le Slovène Peter Prevc survole la concurrence lors de la 64e Tournée des quatre tremplins grâce à une troisième victoire de rang à Bischofshofen (Autriche), après celles de Garmisch-Partenkirchen (Allemagne) et Innsbruck (Autriche). Il s'impose avec 297,3 points et des sauts de 139 et 142,5 mètres.
- 2017 :
  - (Saut à ski /Tournée des quatre tremplins) : le Polonais Kamil Stoch remporte le concours de Bischofshofen en Autriche, et s'offre la Tournée des Quatre Tremplins.
- 2018 :
  - (Saut à ski /Tournée des quatre tremplins) : le Polonais Kamil Stoch réussit le Grand Chelem, dans la Tournée des quatre tremplins, en remportant l’épreuve de Bischofshofen en Autriche avec un saut à 132,5 mètres. Deuxième Grand Chelem de l’histoire dans cette compétition après l’Allemand Sven Hannawald en 2001-2002.
  - (Sport mécanique /Rallye-raid) : départ de la 40e épreuve du Rallye Dakar qui se déroule pour la 10e année consécutive en Amérique du Sud. La course part de Lima, au Pérou et arrive à Cordoba en Argentine en traversant la Bolivie jusqu'au 20 janvier 2018.
- 2019 :
  - (Sport mécanique /Rallye-raid) : départ de la 41e édition du Rallye Dakar qui se déroule pour la onzième année consécutive en Amérique du Sud à travers 10 étapes jusqu'au 17 janvier 2019. L'épreuve part et arrive à Lima, capitale du Pérou, sans quitter le pays. C'est la première fois de son histoire que le rallye se déroule en intégralité dans un seul et même pays[1].

## Naissances

### XIXesiècle
- 1881 :
  - Alexandre Castellino, cycliste sur route suisse. († ?).
- 1883 :
  - Frank Haller, boxeur américain. Médaillé d'argent des -56,7 kg aux Jeux de Saint-Louis 1904. († 30 avril 1939).
- 1898 :
  - Georges Rigal, joueur de water-polo puis dirigeant sportif français. Champion olympique aux Jeux de Paris 1924. Président de la FFN de 1959 à 1964. († 25 mars 1974).
- 1900 :
  - Haldor Halderson, hockeyeur sur glace canadien. Champion olympique aux Jeux d'Anvers 1920. († 1er août 1965).

### XXesièclede1901à1950
- 1903 :
  - Charles Petit, joueur de rugby à XV et de rugby à XIII français. (1 sélection en équipe de France de rugby à XV et 7 avec celle de rugby à XIII). († 21 janvier 1981).
- 1907 :
  - Carl Voss, hockeyeur sur glace américain. († 13 septembre 1994).Early Wynn en 1960.
- 1915 :

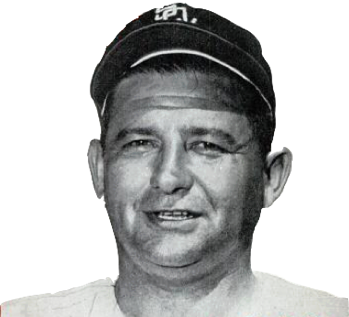
Early Wynn en 1960.

  - Ibolya Csák, athlète de sauts hongroise. Championne olympique de la hauteur aux Jeux de Berlin 1936. Championne d'Europe d'athlétisme de la hauteur 1938. († 10 février 2006).
- 1919 :
  - Roy Cochran, athlète de haies et de sprint américain. Champion olympique du 400 m haies et du relais 4 × 400 m aux Jeux de Londres 1948. († 28 novembre 1981).
- 1920 :
  - Early Wynn, joueur de baseball américain. († 4 avril 1999).
- 1922 :
  - Eusebio Tejera, footballeur uruguayen. Champion du monde de football 1950. (31 sélections en équipe d'Uruguay). († 9 novembre 2002).
- 1924 :
  - Nelson Paillou, handballeur puis dirigeant sportif français. Président de la FFH de 1964 à 1982 et du CNOSF de 1982 à 1997. († 17 novembre 1997).
- 1926 :
  - Ralph Branca, joueur de baseball américain. († 23 novembre 2016).
  - Pat Flaherty, pilote de courses automobile américain. Vainqueur des 500 miles d'Indianapolis 1956. († 9 avril 2002).
  - Kid Gavilan, boxeur cubain. Champion du monde poids welters de boxe de 1951 à 1954. († 13 février 2003).
- 1927 :
  - Reg Pickett, footballeur anglais. († 4 novembre 2012).
- 1930 :
  - Jean Ayer, hockeyeur sur glace suisse. († 15 juin 2012).
- 1931 :
  - Enrique Hormazábal, footballeur chilien. (42 sélections en équipe du Chili). († 18 avril 1999).
  - Dickie Moore, hockeyeur sur glace canadien. († 19 décembre 2015).
- 1933 :
  - Leszek Drogosz, boxeur polonais. Médaillé de bronze des -67 kg aux Jeux de Rome 1960. († 7 septembre 2012).
- 1936 :
  - Darlene Hard, joueuse de tennis américaine. Victorieuse de Roland Garros 1960, des US Open 1960 et 1961 puis de la Fed Cup 1963.
- 1938 :
  - Dragoș Nosievici, joueur et entraîneur de basket-ball roumain. (160 sélections en équipe de Roumanie).
- 1939 :
  - Valeri Lobanovski, footballeur puis entraîneur soviétique puis ukrainien. (2 sélections avec l'Équipe d'Union soviétique de football). († 13 mai 2002).
  - Murray Rose, nageur australien. Champion olympique du 400 m, du 1 500 m et du relais 4 × 200 m nage libre aux Jeux de Melbourne 1956 puis champion olympique du 400 m nage libre, médaillé d'argent du 1 500 m et de bronze du relais 4 × 200 m nage libre aux Jeux de Rome 1960. († 15 avril 2012).
- 1945 :
  - Alain Setrouk, karatéka français. Champion du monde de karaté par équipes 1972.
  - Barry John, joueur de rugby à XV britannique. († 4 février 2024).
- 1946 :
  - Antón Arieta, footballeur espagnol. (7 sélections en équipe d'Espagne). († 7 mai 2022).
  - Colette Passemard, basketteuse française. Médaillée d'argent au championnat d'Europe de basket-ball féminin 1970. (209 sélections en équipe de France).
- 1949 :
  - Mike Boit, athlète de demi-fond kényan. Médaillé de bronze du 1 500m aux Jeux de Munich 1972. Champion d'Afrique d'athlétisme du  1500m 1979.
  - Christine Dacremont, pilote de rallyes automobile française.

### XXesièclede1951à2000
- 1953 :

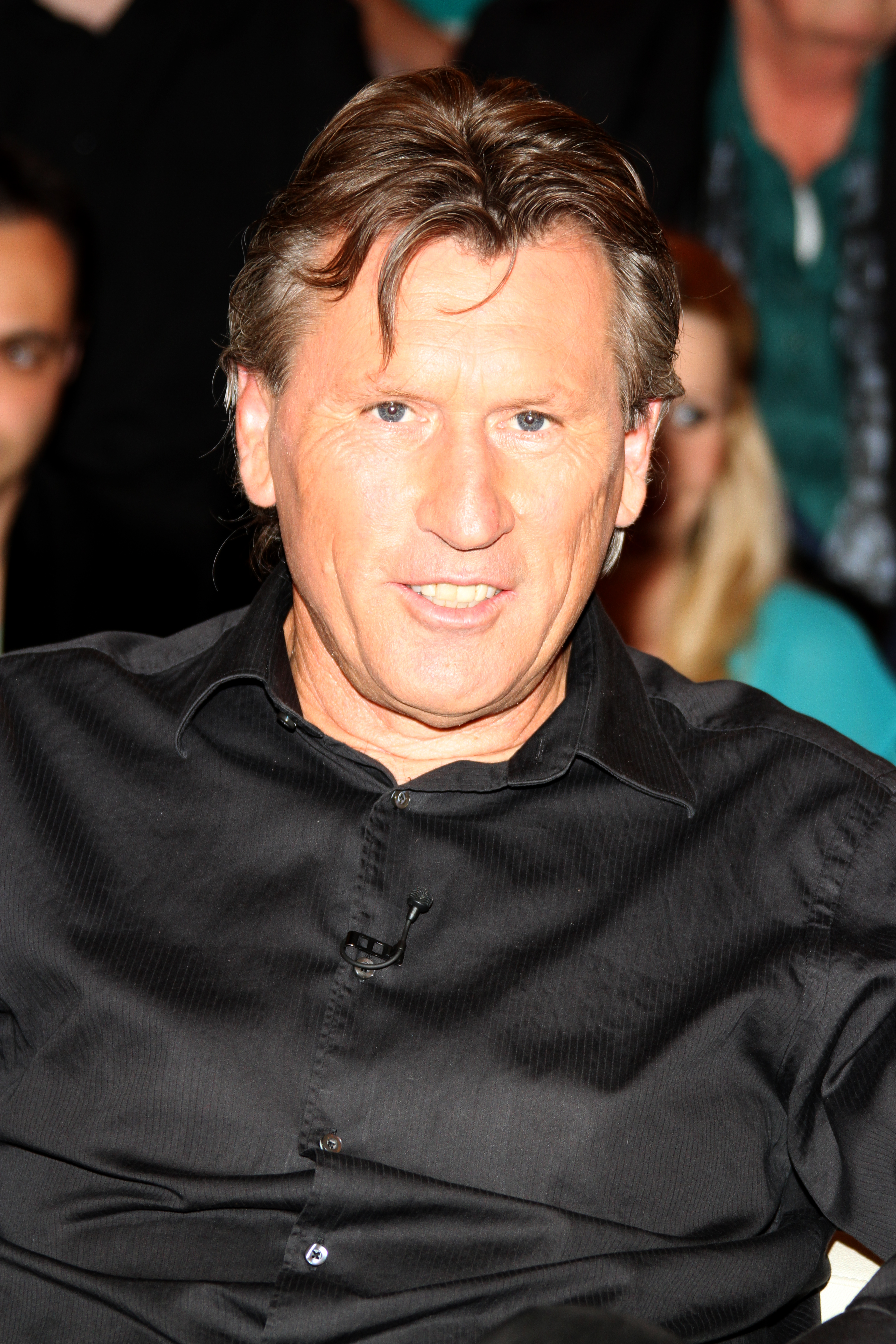
Manfred Kaltz.

  - Manfred Kaltz, footballeur allemand. Champion d'Europe de football 1980. Vainqueur des Coupe d'Europe des vainqueurs de coupe 1977 et Coupe des clubs champions 1983. (69 sélections en équipe d'Allemagne).
- 1955 :
  - Jean-Pierre Frey, pilote de courses automobile suisse.
- 1956 :
  - Clive Woodward, joueur de rugby à XV puis entraîneur anglais. Vainqueur du Grand Chelem en 1980. (21 sélections en équipe d'Angleterre). Sélectionneur de l'Équipe d'Angleterre de rugby à XV, championne du monde de rugby 2003.
- 1957 :
  - Nancy Lopez, golfeuse américaine. Victorieuse des LPGA 1978, 1985 et 1989.
- 1958 :
  - Jean-Charles Orso, joueur de rugby à XV français. Vainqueur des tournois des Cinq Nations 1983 et 1988. (13 sélections en équipe de France).
- 1959 :
  - Kapil Dev, joueur de cricket indien. Champion du monde de cricket 1983. (131 sélections en test cricket).
- 1960 :
  - Paul Azinger, golfeur américain. Vainqueur de l'USPGA 1993.
  - Howie Long, joueur de foot U.S. américain.
- 1961 :
  - Michel Dernies, cycliste sur route belge.
  - Georges Jobé, pilote de moto-cross belge. Champion du monde de motocross 250 cm3 1980 et 1983. Champion du monde de motocross 500 cm3 1987, 1991 et 1992. († 19 décembre 2012).
- 1963 :
  - Norm Charlton, joueur de baseball américain.
  - Paul Kipkoech, athlète de fond kényan. Champion du monde d'athlétisme du 10 000 m 1987. Champion du monde de cross-country par équipe 1987, 1988 et 1990. († 13 mars 1995).
- 1964 :
  - Rafael Vidal, nageur vénézuélien. Médaillé de bronze du 200 m papillon aux Jeux de Los Angeles 1984. († 12 février 2005).
- 1965 :
  - Lindsay Burns, rameuse américaine.
  - Christine Wachtel, athlète de demi-fond est-allemande puis allemande. Médaillée d'argent du 800 m aux Jeux de Séoul 1988.
- 1976 :
  - Richard Zednik, hockeyeur sur glace slovaque.
- 1978 :
  - Pepito Elhorga, joueur de rugby à XV français. Vainqueur du Grand Chelem en 2004. (18 sélections en équipe de France).
- 1980 :
  - Steed Malbranque, footballeur franco-belge.
- 1982 :

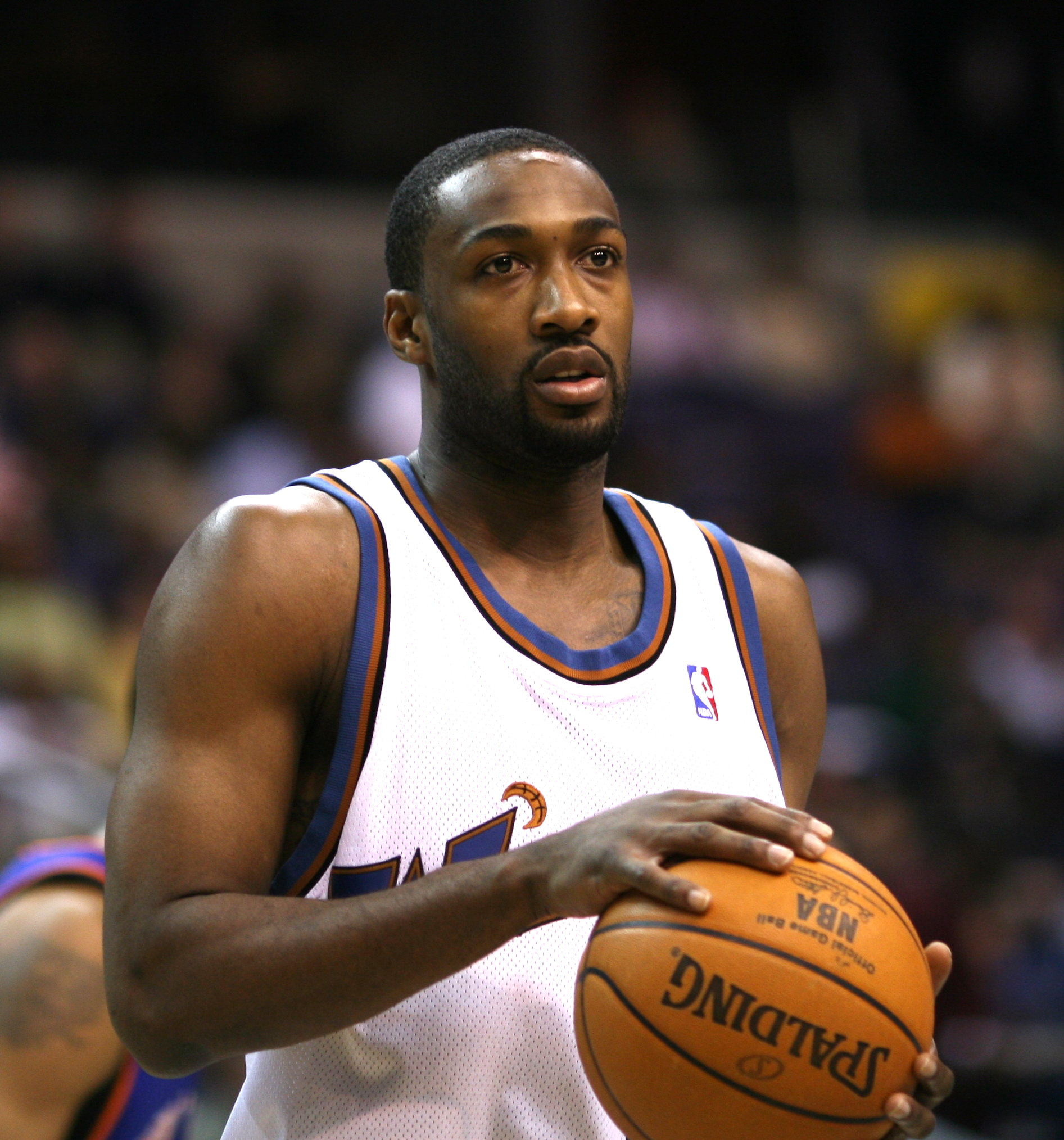
Gilbert Arenas

- - Gilbert Arenas, basketteur américain. (5 sélections en équipe des États-Unis).
- 1983 :
  - Fabien Laurenti, footballeur français.
  - Alexandre Pichot, cycliste sur route français.
- 1984 :
  - Matteo Montaguti, cycliste sur route italien.
- 1985 :
  - Valerio Agnoli, cycliste sur route italien.
  - Abel Aguilar, footballeur colombien. (68 sélections en équipe de Colombie).
  - Anne Essam, handballeuse camerounaise. (44 sélections en équipe du Cameroun).
- 1986 :
  - Paul McShane, footballeur irlandais. (33 sélections en équipe de république d'Irlande).
  - Petter Northug, fondeur norvégien. Champion olympique du 50 km classique et du sprint par équipes, médaillé d'argent du relais 4 × 10 km puis médaillé de bronze du sprint individuel aux jeux de Vancouver 2010. Champion du monde de ski de fond du relais 4 × 10 km 2007, Champion du monde de ski de fond de la poursuite, du 50 km classique et du relais 4 × 10 km 2009 et 2011, champion du monde de ski de fond des 4 × 10 km et du 15 km libre 2013 puis champion du monde de ski de fond du sprint classique, du 50 km, du relais sprint et du relais 4 × 10 km 2015.
  - Serhiy Stakhovsky, joueur de tennis ukrainien.
- 1988 :
  - Arnette Hallman, basketteur hispano-portugais. 10 sélections avec l'équipe du Portugal).
  - Piotr Wyszomirski, handballeur polonais. (134 sélections en équipe de Pologne).
- 1989 :
  - César Almeida, handballeur brésilien. (98 sélections en équipe du Brésil).
  - Andy Carroll, footballeur anglais. (9 sélections en Équipe d'Angleterre).
  - Anthony Weber, rink hockeyeur français. (18 sélections en équipe de France).
- 1990 :
  - Jason Berthomier, footballeur français.
  - Abel Camará, footballeur bissau-guinéen-portugais. (4 sélections avec l'équipe de Guinée-Bissau).
  - João de Lucca, nageur brésilien.
  - Nill De Pauw, footballeur belge.
  - Pedro Portela, handballeur portugais. Vainqueur des Coupe d'Europe Challenge 2010 et 2017. (90 sélections en équipe du Portugal).
- 1991 :
  - Will Barton, basketteur américain.
  - Daniel Høegh, footballeur danois.
  - Alice Kunek, basketteuse australo-irlandaise. Championne d'Océanie féminin de basket-ball 2015. (6 sélections avec l'équipe d'Australie).
- 1992 :
  - Ismael Borrero, lutteur de gréco-romaine cubain. Champion olympique des -59 kg aux Jeux de Rio 2016. Champion du monde de lutte des -59 kg 2015.
  - LaDontae Henton, basketteur américain.
  - Quentin Pacher, cycliste sur route français.
- 1993 :
  - Artémis Afonso, basketteuse angolaise. (6 sélections en équipe d'Angola).
  - Pat Connaughton, basketteur américain.
  - Jérôme Roussillon, footballeur français.
- 1994 :
  - Caroline Boujard, joueuse de rugby à XV française. Victorieuse du Tournoi des Six Nations féminin 2016 et du Grand Chelem 2018. (36 sélections en équipe de France).
  - Margaux Pinot, judokate française. Championne du monde de judo par équipes 2014. Médaillée de bronze par équipes aux CE de judo 2016 puis championne d'Europe de judo par équipes et médaillée d'argent des -63 kg 2017. Médaillée de bronze au championnat du monde 2019 et championne d'Europe en 2019 et 2020.
  - Denis Suárez, footballeur espagnol. Vainqueur de la Ligue Europa 2015. (1 sélection en équipe d'Espagne).
  - Polina Vedekhina, handballeuse russe. (40 sélections en équipe de Russie).
- 1995 :
  - Aaliyah Brown, athlète de sprint américaine. Championne du monde d'athlétisme du relais 4 × 100 m 2017.
- 1996 :
  - Oumayma Dardour, handballeuse tunisienne. (32 sélections en équipe de Tunisie).
- 1997 :
  - Ángelo Araos, footballeur chilien.
- 1998 :
  - Merel Freriks, handballeuse néerlandaise. Championne du monde féminin de handball 2019. (31 sélections en équipe des Pays-Bas).
  - Iñigo Vicente, footballeur espagnol.
- 1999 :
  - Martin Page-Relo, joueur de rugby à XV italo-français. (2 sélections avec l'équipe d'Italie).
- 2000 :
  - Mac McClung, basketteur américain.
- 2000 :
  - Mohamed Camara, footballeur malien.
  - Benji Kikanović, footballeur américain.

### XXIesiècle
- 2001 :
  - Oscar Aga, footballeur norvégien.
  - Kenyon Martin Jr., basketteur américain.
- 2003 :
  - Brian Aguirre, footballeur argentin.
- 2004 :
  - Luis Hasa, footballeur italien.
  - Thom van Bergen, footballeur néerlandais.

## Décès

### XXesièclede1901à1950
- 1905 :
  - Nicol Smith, 31 ans, footballeur écossais. (12 sélections en équipe d'Écosse). (° 25 décembre 1873).
  - George Van Cleaf, 25 ans, joueur de water-polo américain. Champion olympique lors des Jeux de Saint-Louis 1904. (° ? 1880).
- 1908 :
  - George Dixon 37 ans, boxeur canadien. Champion du monde poids coqs de boxe anglaise de 1890 à 1892 puis champion du monde poids plumes de boxe anglaise à trois reprises. (° 29 juillet 1870).
- 1928 :
  - Alvin Kraenzlein, 51 ans, athlète de sprint de haies et de saut américain. Champion olympique du 60 m, du 110 m haies, du 200 m haies et de la longueur aux Jeux de Paris 1900. (° 12 décembre 1876).
- 1934 :
  - Herbert Chapman, 55 ans, footballeur puis entraîneur anglais. (° 19 janvier 1878).
- 1942 :
  - Henri de Baillet-Latour, 65 ans, dirigeant sportif belge. Président du CIO de 1925 à 1942. (° 1er mars 1876).
- 1948 :
  - Giulio Gaudini, 43 ans, fleurettiste et sabreur italien. Champion olympique par équipes et médaillé de bronze en individuel au fleuret aux Jeux d'Amsterdam 1928. Médaillé d'argent du sabre en individuel et par équipes, du fleuret par équipes et médaillé de bronze du fleuret en individuel aux Jeux de Los Angeles 1932. Champion olympique en individuel et par équipes du fleuret, et médaillé d'argent par équipe du sabre aux Jeux de Berlin 1936. (° 28 octobre 1904).
- 1949 :
  - Camille Montade, 47 ans, joueur de rugby à XV et à XIII français. Médaillé d'argent aux Jeux de Paris 1924. (5 sélections en équipe de France). (° 1er avril 1901).

### XXesièclede1951à2000
- 1959 :
  - Vincenzo Florio, 75 ans, pilote automobile et industriel italien. (° 18 mars 1883).

### XXIesiècle
- 2005 :
  - Jean-Luc Fugaldi, 59 ans, footballeur français. (° 23 août 1946).
- 2007 :
  - Yvon Durelle, 77 ans, boxeur canadien. (° 14 octobre 1929).
- 2009 :
  - Jean-Pierre Bakrim, 86 ans, footballeur français. (° 23 février 1923).
- 2011 :
  - Tom Cavanagh, 28 ans, hockeyeur sur glace canadien. (° 24 mars 1982).
  - Uche Okafor, 43 ans, footballeur nigérian. Champion d'Afrique de football 1994. (34 sélections en équipe du Nigeria). (° 8 août 1967).
- 2017 :
  - Yaron Ben-Dov, 46 ans, footballeur israélien. (1 sélection en équipe d'Israël). (° 11 janvier 1970).
  - Kōsei Kamo, 84 ans, joueur de tennis japonais. Vainqueur en double messieurs de l'US Open de 1955. (° 10 mai 1932).
- 2018 :
  - Horace Ashenfelter, 94 ans, athlète de steeple américain. Champion olympique du 3 000 mètres steeple aux Jeux d'été de 1952. (° 23 janvier 1923).
- 2019 :
  - Joe Belmont, 84 ans, joueur puis entraîneur de basket-ball américain. (° 12 juillet 1934).
  - Johan Claassen, 89 ans, joueur puis entraîneur de rugby à XV sud-africain. (28 sélections en équipe d'Afrique du Sud). (° 23 septembre 1929).
  - Ben Coleman, 57 ans, joueur de basket-ball américain. (° 14 novembre 1961).
  - Odette Drand, 91 ans, fleurettiste française. Championne du monde de fleuret par équipes en 1950 et 1951 puis médaillée d'argent en 1952. (° 11 mars 1927).
  - René Steurbaut, 90 ans, basketteur belge. (10 sélections en équipe de Belgique). (° 26 juin 1928).